# Старокостеєвська сільська рада
Старокосте́євська сільська рада (рос. Старокостеевский сельский совет) — муніципальне утворення у складі Бакалинського району Башкортостану, Росія. Адміністративний центр — село Старокостеєво.
Станом на 2002 рік існували Казанчинська сільська рада (село Казанчі, присілки Весела Поляна, Федоровка, Юрмінка) та Старокостеєвська сільська рада (село Старокостеєво).

## Населення
Населення — 680 осіб (2019, 767 у 2010, 943 у 2002).

## Склад
До складу поселення входять такі населені пункти:
| Населений пункт         | Населення, осіб (2002) | Населення, осіб (2010) |
| ----------------------- | ---------------------- | ---------------------- |
| Весела Поляна, присілок | 11                     | 5                      |
| Казанчі, село           | 419                    | 327                    |
| Старокостеєво, село     | 465                    | 430                    |
| Федоровка, присілок     | 9                      | 0                      |
| Юрмінка, присілок       | 39                     | 5                      |